# 郝志本
郝志本（1933年2月—2014年2月1日），河北省房山县人，中华人民共和国政治人物。
早年担任北京市丰台区委农村工作部干事。1979年10月，进入最高人民检察院，历任经济检察厅、二厅、贪污贿赂检察厅副厅级检察员。2014年去世。